# Клочков мост
Клочко́в мост — автодорожный железобетонный балочный мост через реку Оккервиль в Невском районе Санкт-Петербурга.

## Расположение
Расположен в створе Клочкова переулка. Рядом с мостом находится Ледовый дворец.
Выше по течению находится Ледовый мост, ниже — Долгоруков мост.
Ближайшая станция метрополитена — «Проспект Большевиков».

## Название
Первоначально мост не имел официального названия. Существующее название присвоено 10 февраля 2010 года по наименованию Клочкова переулка, который был назван по существовавшей поблизости деревне Клочки.

## История
Мост сооружен в 1998—2000 году по проекту инженеров ГУП «Ленгипроинжпроект» Р. Р. Шипова и А. К. Трофимова. Необходимость в строительстве переправы была связана с проектом возведения Ледового Дворца и благоустройством прилегающей территории. Работы производил филиал № 2 ЗАО «Трест Ленмостострой» под руководством директора филиала В. П. Вишнякова и главного инженера А. Б. Касаткина.

## Конструкция
Мост однопролётный железобетонный балочный. Пролётное строение состоит из сборных железобетонных балок двутаврового сечения. Устои из монолитного железобетона, на свайном основании, располагаются в пределах зелёных откосов набережных. Общая длина моста составляет 24,9 м, ширина — 14 м.
Мост предназначен для движения автотранспорта и пешеходов. Проезжая часть моста включает в себя 2 полосы для движения автотранспорта. Покрытие проезжей части и тротуаров — асфальтобетон. Тротуары отделены от проезжей части железобетонным парапетом. Перильное ограждение металлическое оригинального рисунка, закреплено между чугунными тумбами, на устоях завершается гранитными тумбами.